# Falconara Marittima
Falconara Marittima è un comune italiano di 25 918 abitanti della provincia di Ancona nelle Marche; il suo abitato è contiguo a quello di Ancona, con cui forma un'unica conurbazione.
Il nucleo storico della città è Falconara alta, raccolta attorno al castello omonimo e costruita su un colle da cui si domina il Golfo di Ancona; da quando, nel 1861, si è aperta la ferrovia ferrovia adriatica, il centro si è sviluppato verso la spiaggia sabbiosa sottostante, che nel frattempo si attrezzava per il turismo balneare che iniziava a diffondersi.
Nel territorio comunale si trovano la foce del fiume Esino e i due antichi castelli di Castelferretti e Rocca Priora.

## Geografia fisica

### Territorio
La cittadina è vicina ad Ancona, con la quale forma un unico agglomerato urbano, tanto che i quartieri costieri di Palombina Vecchia (Falconara) e Palombina Nuova (Ancona) sono contigui; si estende interamente lungo la costa del mare Adriatico e si presenta con un lungo lido sabbioso frequentato d'estate anche da molti turisti e, naturalmente, dalla popolazione locale. Falconara si affaccia sul Golfo di Ancona, cosa che rende il suo litorale paesaggisticamente interessante.

## Origini del nome
Il toponimo Falconara è frequente nelle Marche (e si associa ad altri connessi, come Palombina, che è anche il nome di una località facente parte del comune), Secondo una tesi esso rinvia alla pratica della caccia con il falcone. Secondo un'altra tesi, il nome deriva dallo stemma gentilizio dei Cortesi, che presenta il falcone coronato riprodotto nell'attuale gonfalone del comune.

## Storia
Il territorio di Falconara Marittima fu abitato sin dalla preistoria; armi e utensili del Neolitico sono stati infatti trovati in località Barcaglione, mentre altre testimonianze fittili, punte di lance, asce in pietra, oggetti lavorati di osso sono stati frequentemente ritrovati nei terreni di Falconara Alta e Castelferretti. Negli anni settanta a Falconara Alta è stata ritrovata traccia di un abitato piceno. In località Tesoro è presente una cisterna di epoca romana, forse parte di un acquedotto che serviva una vicina villa del I sec. d.C. A duecento metri dalla costa, di fronte a Palombina Vecchia, fu ritrovato nel 1970 un relitto di nave romana, parte del quale è oggi conservata al Museo Nazionale Archeologico di Ancona.
L’origine di Falconara è tuttavia legata alla costruzione in età medievale di alcuni castelli, cioè di borghi abitati fortificati, quelli di Falconara e Castelferretti, e delle rocche di Barcaglione e Rocca Priora.
Un documento del 1252, il Privilegio Magno rilasciato da papa Innocenzo IV ai monaci del convento di San Giovanni in peneclaria ad Ancona, nomina un fundus falconarae che potrebbe essere l'area di Falconara Alta. Pagamenti di una chiesa S. Mariae Falconarii, forse l'attuale S. Maria delle Grazie, sono documentati nei rendiconti delle Decime (Rationes decimarum) del 1290-92.
Si può dunque affermare che il castello di Falconara Alta intorno all'anno Mille fosse già stato edificato, forse sul nucleo di un precedente castrum romano.
Lo storico Cesare Lardoni, nel suo Istoria di Falconara, fissa la data di fondazione del castello nel 550.
La tradizione identifica i feudatari fondatori di Falconara con i conti Cortesi, famiglia sulla cui origine vi sono diverse ipotesi.
L'umanista del Cinquecento Bartolomeo Alfeo, autore di una storia di Ancona, mette in relazione i Cortesi con la calata in Italia di Brenno, condottiero dei Galli e fondatore di Senigallia, avvenuta alla fine del IV secolo a.C.
Dopo la sconfitta delle truppe celtiche da parte di Furio Camillo, tre fratelli Cortesi si sarebbero fermati nell'agro piceno e uno di loro, il minore, avrebbe fatto edificare il castello di Falconara.
Invece, secondo una storia redatta da Pietro Graziani, vissuto sul finire del Quattrocento e marito di Diana Cortesi, i tre fratelli sarebbero stati militari di origini tedesche giunti in Italia nel VI secolo al seguito di Belisario, generale dell'imperatore Giustiniano I, al tempo della Guerra Gotica tra Bizantini e Goti. Stanziatisi nell'anconetano, il conte Perio Cortesi avrebbe fatto edificare il castello di Falconara, il conte Uranio Cortesi quello di Varano, mentre Falcone Cortesi avrebbe fatto erigere il castello di Sirolo.
Lo storico Canaletti Gaudenti ritiene, al contrario, che i Cortesi possano essere stati tra quei Goti superstiti alla disfatta del 552 che rimasero al servizio dei Bizantini risultati vincitori, ricevendo in compenso dei loro servigi il dominio di castelli quali Falconara, Varano e successivamente quello di Sirolo.
Lo storico anconetano Mario Natalucci ha invece ritenuto che i Cortesi possano essere stati una nobiltà rurale, il cui nome deriverebbe proprio dalle curtes di cui entrarono in possesso, nate dal progressivo dissolvimento dei beni dell'arcivescovo di Ravenna, che arrivavano fino alla vallata del fiume Esino.
Le prime notizie certe sul territorio di Falconara risalgono all'anno 1225, sotto papa Onorio II, quando, come ricorda la tradizione riferita dal Graziani, i conti Cortesi chiesero protezione ad Ancona ed aggregarono tutti i loro castelli al contado cittadino, venendo ammessi nella nobiltà anconetana, come documentato anche dalla storiografia locale. Pur mantenendo una certa autonomia. Falconara divenne così uno dei castelli di Ancona.
Infatti, nel 1356 al tempo della Descriptio Marchiae Anconitanae del cardinale Egidio di Albornoz, che restaurò il potere pontificio nella regione, Falconara, Barcaglione e Fiumesino compaiono tra i castra di Ancona.
Nel corso del Trecento il castello venne assediato e saccheggiato dalla Compagnia di Fra Moriale.
La comunità falconarese, come castello, era parte del territorio di Ancona, ma non mancavano contese continue circa gli obblighi e le gabelle che le erano imposte, come quelle relative al mantenimento del tratto della via Flaminia che interessava il territorio falconarese. Già dall'inizio del XVI secolo si presero decisioni di carattere comunale, ma solo dopo la metà dello stesso secolo si ebbe un vero organismo degno di questa definizione, anche se per Ancona le castella ricoprirono sempre molta importanza, sia strategica, che a causa della ricchezza delle loro terre.
Dal 1540 avvenne una specie di restaurazione del dominio anconetano che rivitalizzò gli antichi obblighi feudali. Nel frattempo però, dal 1532, la città di Ancona aveva perso la sua autonomia e vi risiedeva un prelato con il ruolo di governatore che deteneva alcuni dei poteri originariamente comunali.
L'attività economica rimase sempre stazionaria perché le proprietà terriere rimasero sempre in possesso delle stesse famiglie: Ferretti, Fatati, Torriglioni e Bourbon del Monte, che si limitavano a trarre dai loro possedimenti quanto necessario a mantenere il loro tenore di vita.
Durante l’occupazione francese si era ormai consolidata la legittima ambizione dei falconaresi a raggiungere l'autonomia da Ancona, che venne sancita negli anni del Regno d’Italia napoleonico, quando le province di Urbino, Ancona, Macerata e Camerino vennero aggregate al regno adottando l’organizzazione amministrativa francese dei dipartimenti. Il 28 giugno 1808 l’autonomia della città venne sancita da un decreto del viceré Eugenio di Beauharnais che nominò i suoi primi amministratori. La Restaurazione non tornò indietro sulla decisione e, anzi, nel 1815 allargò il territorio falconarese all’abitato di Castelferretti, dove i conti Ferretti avevano ormai perso il loro dominio feudale.
Col plebiscito del 4-5 novembre 1860 Falconara aderì al Regno di Sardegna e il 20 marzo 1861 il Consiglio comunale plaudeva all'Italia unita, a tre giorni dalla proclamazione del Regno d'Italia da parte del Parlamento di Torino.

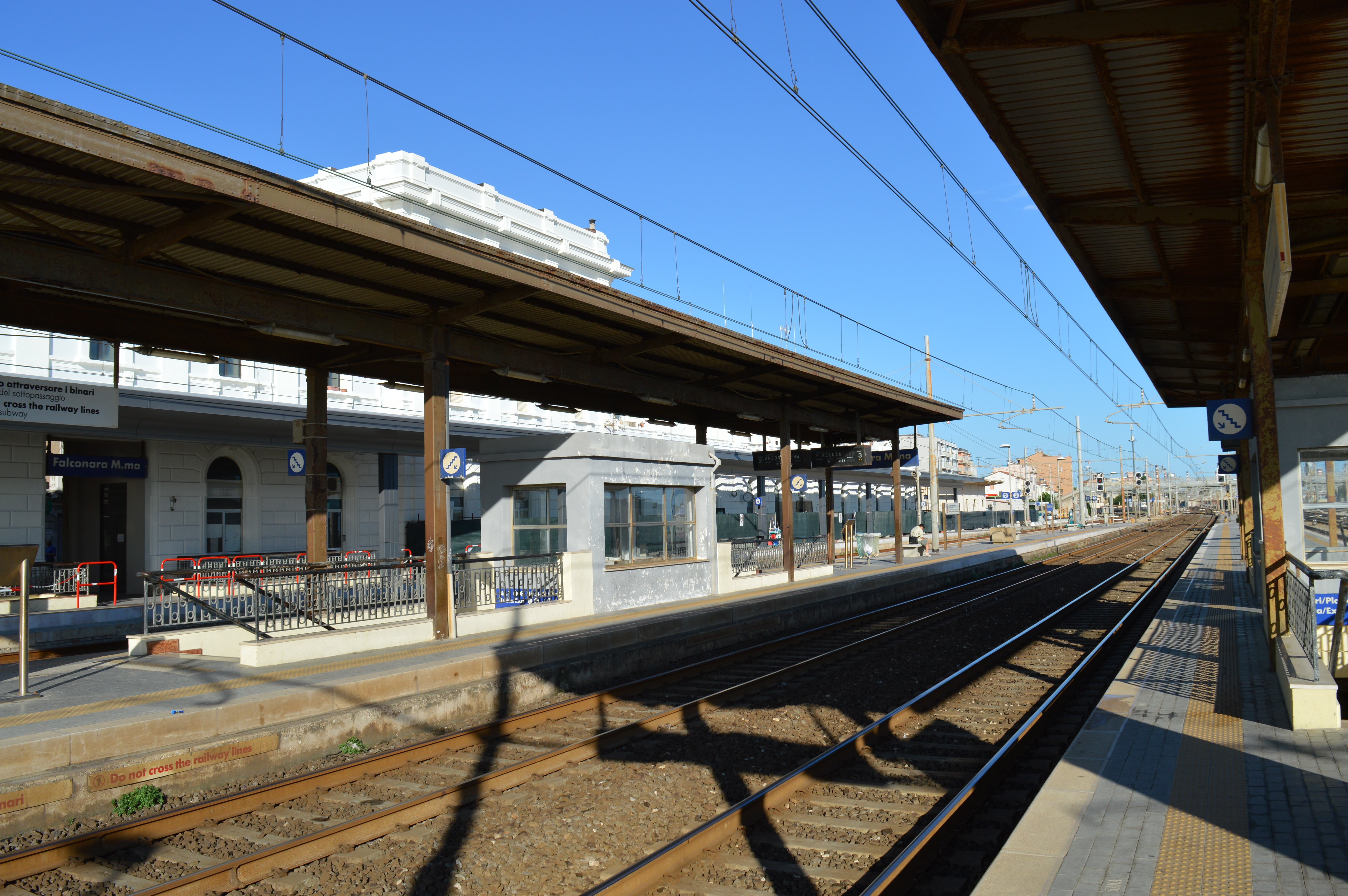
Falconara Marittima, piazzale binari della stazione ferroviaria

Dopo la costruzione delle linee ferroviarie Ancona-Bologna (inaugurata il 17 novembre 1861) e Ancona-Orte (realizzata tra il 1860 ed il 1870) si ebbe una grande trasformazione del tessuto economico-sociale di Falconara: da allora tutta l'attività economica delle Marche si spostò dall'entroterra verso la costa e Falconara divenne un importante centro di convegni civili e politici e una rinomata stazione balneare.
Furono anni di grande espansione urbana, con l’incremento della frazione Marina che registrava la presenza di industrie agricolo-alimentari e di agenzie di commercio legate alla creazione dello scalo ferroviario. Si affermò anche un tipo di economia balneare e turistica, soprattutto nel primo Novecento, che favorì l’incremento della popolazione e lo sviluppo della residenza lungo l’area costiera, nella quale gli abitanti salirono a 1 319 nel 1901 e poi a 2 234 nel 1922 (su complessivi 6 443).
La composizione sociale e politica delle amministrazioni comunali era di orientamento riformista; il repubblicano Orlando Mondaini rimase sindaco dal 1906 al 1920 pressoché ininterrottamente.
Durante il fascismo, dal 15 aprile 1928 il Comune venne soppresso, creando un generale malcontento: il suo territorio venne smembrato a vantaggio di Chiaravalle, che ottenne la zona a nord del fiume Esino e Castelferretti, e di Ancona, alla quale venne accorpata la parte a sud del fiume Esino.
Nel 1945 si costituì un comitato cittadino formato da numerosi esponenti antifascisti per chiedere il ripristino della situazione precedente la soppressione dell’autonomia decisa nel 1928. Il presidente del comitato Lucio Moroder fu tra i più attivi sostenitori del progetto. In previsione delle elezioni del 1948 i Falconaresi arrivarono a minacciare l’astensione dal voto per protestare contro la mancata ricostituzione del Comune, che avvenne il 2 marzo 1948, grazie a una deliberazione del Consiglio dei Ministri.
Negli anni sessanta la popolazione falconarese aumentò dai 1 300 abitanti degli anni Cinquanta a 24 000 e poi a 30 000 negli anni Ottanta, come successe in numerosi centri costieri delle Marche a scapito delle località dell’entroterra, a causa dello sviluppo di attività economiche che sostituirono il vecchio modello agricolo degli anni Settanta.

### Simboli
Il gonfalone è un drappo di azzurro.

## Monumenti e luoghi d'interesse

### Architetture religiose
- La chiesa di Santa Maria della Misericordia[7] in località Castelferretti, risalente al XV secolo e costruita per volere dei conti Ferretti, presenta all'interno interessanti affreschi della scuola marchigiana del Quattrocento[8].
- La chiesa di Sant'Antonio, annessa al convento dei frati minori (1932), custodisce opere del pittore Arturo Cicchi, allievo di fra' Paolo Mussini: tra queste, le vetrate e la decorazione dell'abside. A fianco della chiesa sono presenti la Biblioteca francescana e picena creata da padre Candido Mariotti, nella quale sono conservati migliaia di volumi, alcuni dei quali antichi e di particolare rarità, e la Pinacoteca internazionale d'arte francescana contemporanea "In nome di Francesco", che ospita opere d'arte dedicate al poverello d'Assisi provenienti da ogni parte del mondo.

### Architetture civili

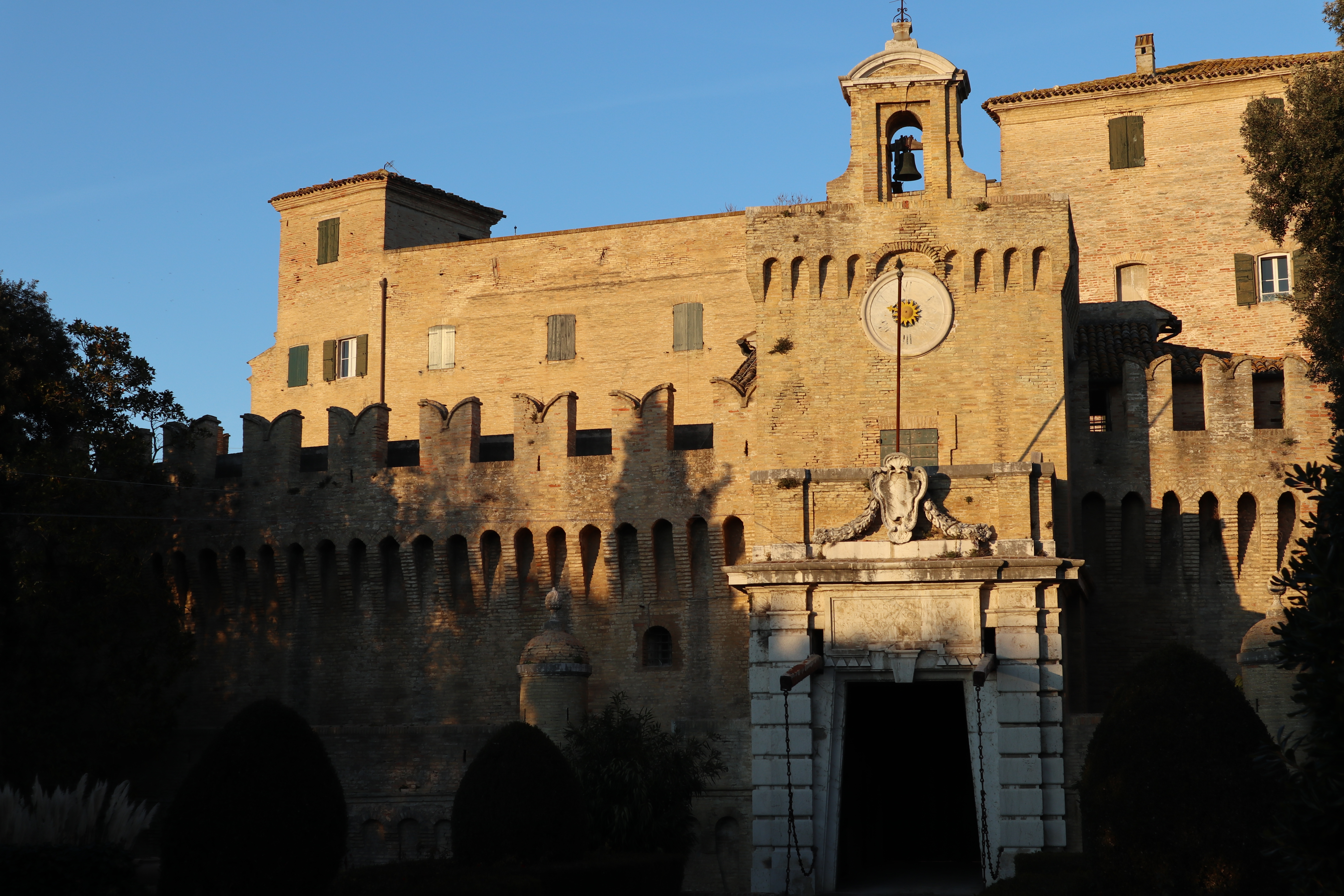
il Castello di Rocca Priora, costruita dagli jesini a protezione dello sbocco a mare della Respublica Æsina. Lungamente contesa con Ancona.

- Il castello di Falconara Alta risalente al periodo tra il VII ed il XII secolo, fu uno dei circa venti castelli di Ancona. Cessata la funzione di difesa del territorio anconetano, fu sottoposto a varie trasformazioni e divenne residenza di campagna. Ultimamente è stato restaurato e riportato per quanto possibile allo stato originario. Oggi è sede del Municipio.
- Castelferretti[7], risalente al 1384-1386 venne edificato da Francesco Ferretti[4]. Nel 1397 ottenne l'erezione a contea grazie al papa Bonifacio IX. Presieduto da forze armate fu rifugio per le popolazioni circostanti durante le lotte nella Marca anconitana.
- Il castello di Rocca Priora venne eretto alla fine del 1100 in onore della nascita, a Jesi, di Federico II. Baluardo difensivo in una posizione strategica, fu continuamente conteso da Ancona e Jesi. Dopo un'incursione venne munito di feritoie e ponte levatoio. Il marchese Trionfi nel 1756 lo restaurò completamente e lo adibì ad abitazione signorile. Fra i castelli di Ancona, Rocca Priora è uno di quelli meglio conservati.
- Il castello di Barcaglione era situato sul punto più elevato del territorio comunale, a 204 metri sul livello del mare. Le prime notizie si hanno attorno al 1356 come castello di Ancona. Costruito dalla famiglia anconetana dei Brancaleoni, nel 1375 venne occupato senza la minima resistenza dal conte Lucio Lando, generale al soldo della Repubblica fiorentina in guerra contro la Chiesa. Alla partenza del conte Lucio, Ancona, come punizione per non aver combattuto gli invasori, fece distruggere il castello. I mattoni vennero utilizzati per rinforzare le mura di Ancona e del castello di Falconara. Oggi sono visibili pochi ruderi.
- La villa Monte Domini costruita sulla collina che domina Castelferretti dai conti Ferretti sembra attorno all'anno 1505. È collegata all'abitato con una scalinata posta tra due file di alberi.
- Stabilimento Montecatini di Montemarciano[9][10]Edifici di archeologia industriale, appartenenti prima alla Montecatini poi alla Montedison, che erano parte di un ex stabilimento risalente alla prima metà del ventesimo secolo destinato alla produzione di fertilizzanti. L'impianto è stato chiuso nel 1990. È situato nella frazione Marina di Montemarciano a pochi metri dalla costa e di fronte al mare al confine con la frazione di Marina di Montemarciano; è in attesa di bonifica e recupero.

### Aree naturali
- Nella zona alta di Falconara Marittima è nato nel 1968 un Parco Zoo privato[11] che oggi conta un'estensione di oltre 60.000 m²;
- Tra le località Fiumesino e Rocca Priora, sul lato sinistro della foce del fiume Esino, si trova il Parco del Cormorano[12], area naturalistica protetta, di ben 12 ettari[13]. All’interno, un percorso ciclabile di circa 6 kilometri[14] congiunge il Parco alla vicina città di Chiaravalle. Sono presenti anche due laghetti per pesca sportiva.

### Spiagge
Falconara ha un ampio litorale con stabilimenti o lidi che attrezzano la spiaggia di ombrelloni, lettini, ristoranti, bar, piscine, bagni pubblici e docce e rubinetti con acqua potabile. Il litorale si divide in Nord con la località Rocca Mare e Sud con la spiagge di Falconara e di Palombina Vecchia, fino al confine con Palombina Nuova che invece ricade sotto il Comune di Ancona.

## Società

### Evoluzione demografica
Abitanti censiti

### Etnie e minoranze straniere
Gli stranieri rappresentano, al 31 dicembre 2018, il 9,82% della popolazione residente. Il gruppo nazionale più numeroso è composta da romeni (834 abitanti). Seguono bengalesi (363), albanesi (182), cinesi (147) e marocchini (120).

### Dialetto
A Falconara è parlato il dialetto anconitano, anche se la parlata più antica, in regresso nel corso del XX secolo, è di impronta gallo-italica marchigiana, mantenutasi fino al giorno d'oggi presso gli abitanti di Castelferretti.

## Cultura

### Istruzione

#### Biblioteche
- La biblioteca comunale è ospitata nell'edificio dell'ex scuola elementare nella centrale piazza Mazzini, attualmente destinato a sede del centro culturale "Piero Pergoli".
- La "Biblioteca Francescana e Picena", ricca di circa 20000 tra volumi ed opuscoli, creata da padre Candido Mariotti, ha la peculiarità di custodire opere dedicate a san Francesco d'Assisi ed ai francescani o edite da francescani in tutto il mondo, a partire dal secolo XIV; nel 1934 l'intera raccolta fu trasferita nel convento dei frati minori di Falconara. Ospita anche altre collezioni, quali un archivio fotografico, raccolte di documenti di storia medioevale, altre di storia locale marchigiana, un centro di documentazione cartografica marchigiana, una raccolta di medaglie.

### Musei
- Il Museo della resistenza G. Baldelli, situato in piazza del Municipio 1, ospita varie collezioni d'epoca, tra cui l'arsenale di una banda partigiana attiva nell'appennino marchigiano (composta da pistole, baionette, fucili e armi semi-automatiche) sequestrare al partigiano Wilfredo Caimmi in Ancona.
- Pinacoteca internazionale d'arte francescana contemporanea

### Eventi
A Falconara si svolgono ogni anno molti eventi, soprattutto in estate sul litorale di Palombina. Qui in seguito, ecco un elenco degli eventi principali.
- Rassegna regionale Anna Bonacci
- Festa della patrona - 8 maggio
- Mostra mercato del fumetto, FALCOMICS
- Rievocazione storica a Castelferretti, ogni anno nel mese di Luglio,  in cui i quartieri del paese si sfidano per la conquista del "Palio dei Ronchi".
- Festa dei Ragazzi, organizzata dalla ASD US Castelfrettese nel mese di Agosto, con tornei calcistici giovanili presso il campo sportivo " R. Fioretti " di Castelferretti , street food, concerti, serate a tema e animazione.

### Industria
In passato Falconara Marittima ha ospitato nella zona costiera a nord, al confine con la frazione Marina del comune di Montemarciano, uno stabilimento chimico della Montecatini, oggi imponente esempio di archeologia industriale in grave stato di abbandono e degrado, circa il quale si discute da anni circa un possibile recupero dell'area (previa bonifica dei probabili residui inquinanti) e del manufatto principale a scopo turistico-culturale.
Molte sono le piccole e medie imprese, in gran parte collocate nella zona industriale di Castelferretti, alcune delle quali legate alle attività del vicino Aeroporto "Raffaello Sanzio".

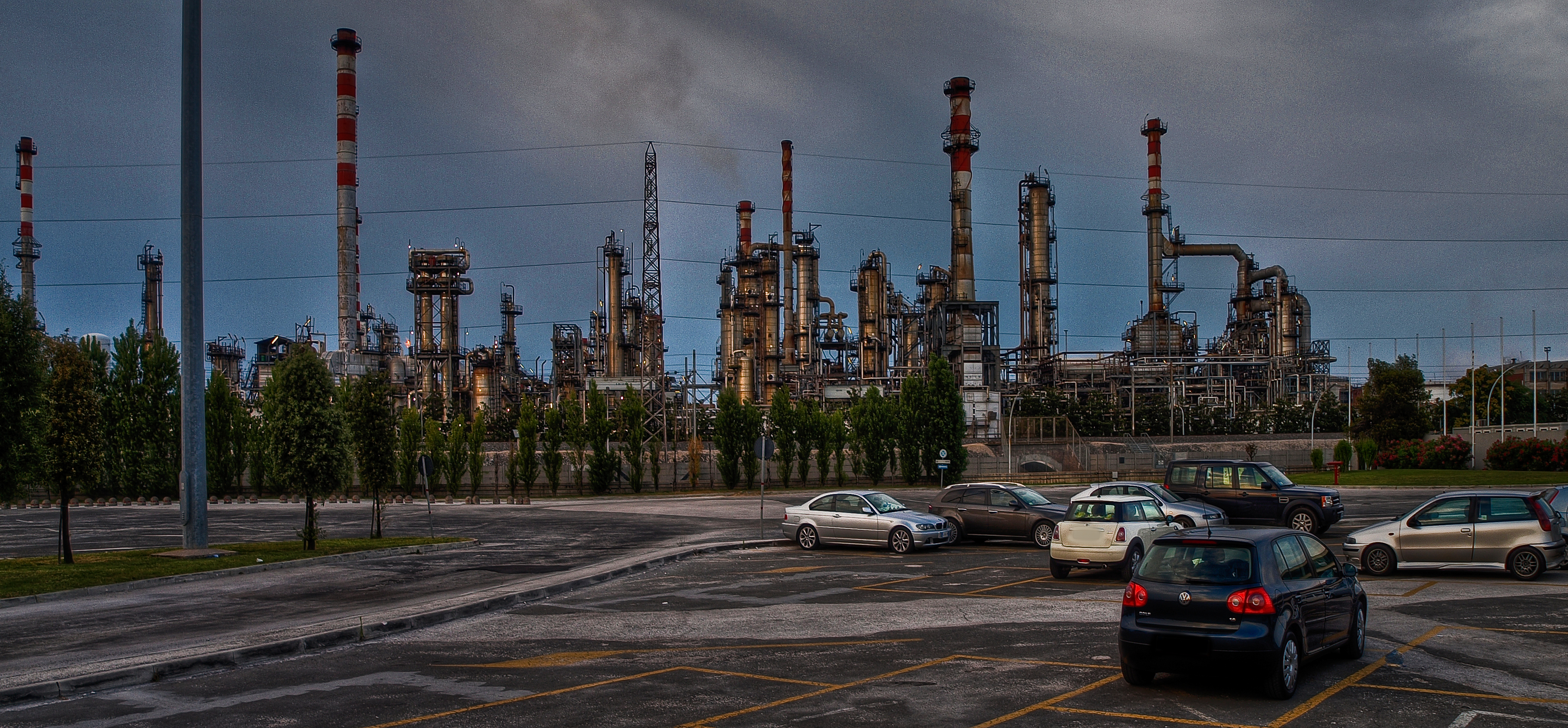
Falconara Marittima, stabilimento API

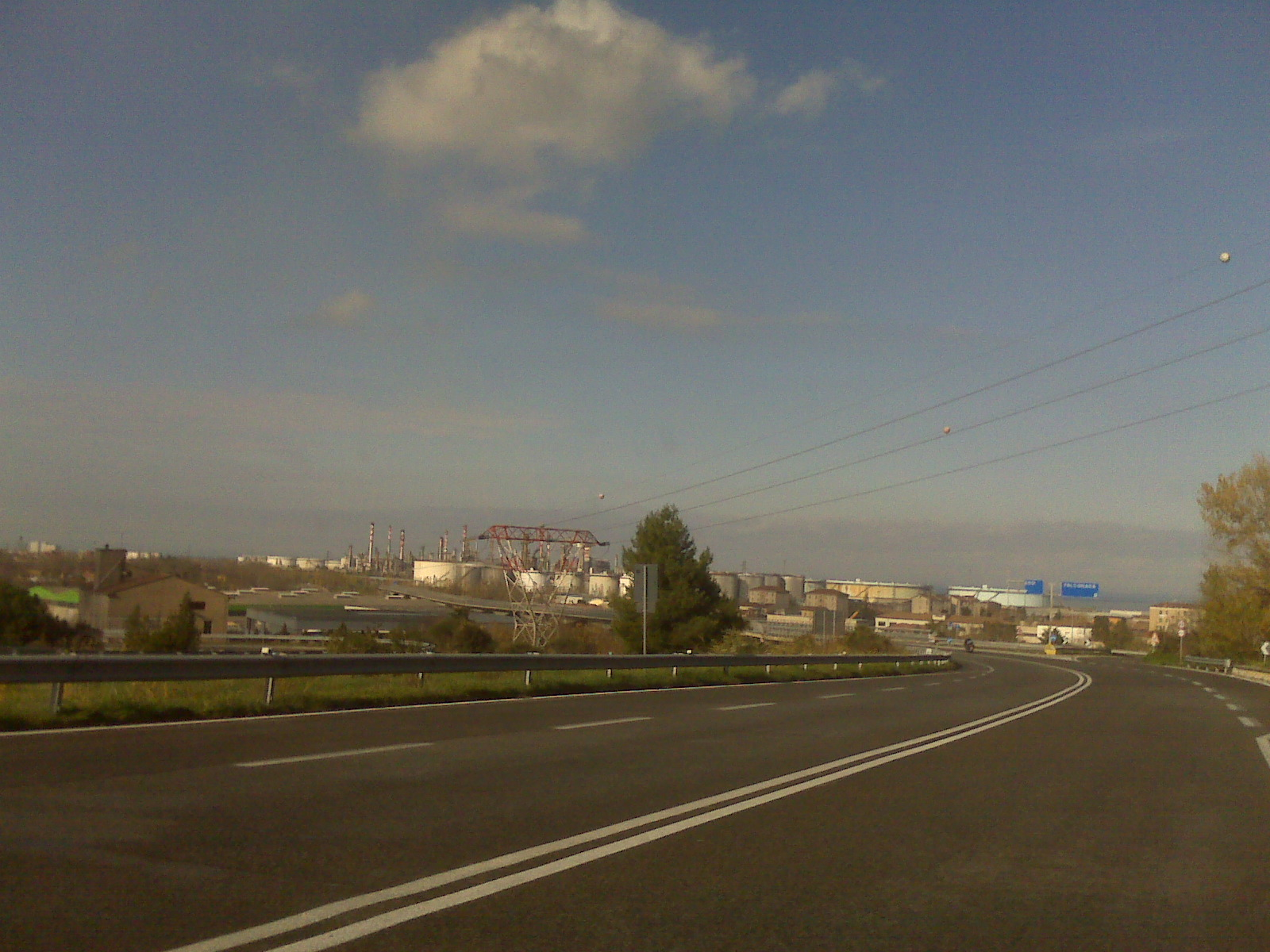
Falconara Marittima, stabilimento API

#### La raffineria API
La principale attività economica è oggi rappresentata dalla raffineria API e dagli impianti petroliferi API adibiti alla produzione di energia elettrica, nonché dall'indotto da essi generato.
L'adiacenza dell'aeroporto, della ferrovia adriatica e dell'accesso alla variante “Falconara-Pontelungo” della SS. 16 Adriatica agli impianti API provoca timori per la sicurezza della zona e richieste da parte dei residenti e delle associazioni ambientaliste di chiusura della raffineria o la sua riconversione.

##### Gli incidenti mortali
Il 25 agosto 1999, alle 5:35, l'esplosione della raffineria ed il rogo che ne consegue causano due morti e la paralisi completa della ferrovia Bologna-Ancona che attraversa l'impianto stesso e delle infrastrutture viarie adiacenti, ovvero la Statale 16 "Adriatica" e l'aeroporto internazionale "Raffaello Sanzio". L'8 settembre 2004, alle 7:15, esplode l'area deposito bitumi della raffineria causando la morte di un camionista e il ferimento di altre tre persone.

##### Gli incidenti non-mortali
La vicinanza del complesso industriale all'abitato e le esalazioni dei prodotti in stoccaggio o in lavorazione all'interno dell'impianto destano numerose preoccupazioni nei falconaresi e negli abitanti dei comuni limitrofi. Si sono verificati diversi incidenti non mortali che hanno però contribuito a diffondere un forte senso di disagio nella popolazione locale.
L'11 aprile 2018, nel corso delle attività di bonifica, propedeutiche alla manutenzione del serbatoio TK61, il quale era fuori servizio da Febbraio, si è verificato un incidente che ha portato alla fuoriuscita di greggio. Le esalazioni di benzene sono state percepite per giorni sino all'interno dei vicini comuni di Ancona e di Montemarciano, fino a Senigallia.

### Artigianato
Tra le attività economiche più tradizionali, diffuse e importanti vi sono quelle artigianali, come la lavorazione della ceramica, della maiolica e della pelletteria.

## Infrastrutture e trasporti

### Ferrovie
Falconara Marittima rappresenta un importante nodo ferroviario di collegamento e scambio fra la linea adriatica Bologna-Ancona e l'appenninica Roma-Ancona.
Sulla linea per Fabriano-Orte-Roma sono presenti la fermata di Falconara Stadio e la fermata di Castelferretti, situata di fronte al terminal delle partenze dell'aeroporto internazionale "Raffaello Sanzio". Da quest'ultima è possibile prendere treni regionali sia per arrivare alla Stazione Centrale di Ancona, sia raggiungere le altre località della provincia toccate dalla transappenninica, quali Jesi e Fabriano. I treni da/per Ancona impiegano circa 15'.

### Aeroporti
Falconara Marittima ospita sul suo territorio, in località Castelferretti, l'aeroporto internazionale "Raffaello Sanzio".
È l'unico aeroporto internazionale delle Marche. Vi operano sia vettori di linea che compagnie charter internazionali. Nel 2015 lo scalo di Ancona ha registrato 521 065 passeggeri, in aumento dell'8,4% rispetto al 2014. Nel settore cargo, il totale delle merci veicolate nel 2014 ha raggiunto il valore di 6.990 tonnellate, in aumento del 5,02% rispetto al 2013. Quest'ultimo dato pone l'aeroporto delle Marche al dodicesimo posto tra gli aeroporti italiani, dopo Torino e prima di Catania, e al secondo posto tra gli aeroporti adriatici, dopo Venezia e prima di Bari.
La struttura è dotata di una pista di volo di 2 965 x 45 m.

## Amministrazione

Il gonfalone comunale

| Periodo          | Periodo           | Primo cittadino            | Partito              | Carica                                   | Note                                                            |
| ---------------- | ----------------- | -------------------------- | -------------------- | ---------------------------------------- | --------------------------------------------------------------- |
| 1861             | 1863              | Antonio Diotallevi         |                      | Sindaco                                  |                                                                 |
| 1864             | 1881              | Francesco Parroni          |                      | Sindaco                                  |                                                                 |
| 1882             | 1884              | Augusto Bagliani           |                      | Sindaco                                  |                                                                 |
| 1885             | 1889              | Gualtiero Morici           |                      | Sindaco                                  |                                                                 |
| 1890             | 1897              | Bonafede Gallani           |                      | Sindaco                                  |                                                                 |
| 1898             | 8 giugno 1906     | Rodolfo Bourbon del Monte  |                      | Sindaco                                  |                                                                 |
| 25 luglio 1906   | 1906              | Vittorio Perozzi           | Partito Repubblicano | Sindaco                                  | Eletto ma non insediato per scioglimento del consiglio comunale |
| 11 agosto 1906   | 6 dicembre 1906   | Luigi Frezzini             |                      | commissario regio                        |                                                                 |
| 6 dicembre 1906  | 8 ottobre 1920    | Orlando Mondaini           | Partito Repubblicano | Sindaco                                  |                                                                 |
| 31 ottobre 1920  | 29 novembre 1920  | Adriano Bellagamba         | Partito Popolare     | Sindaco                                  |                                                                 |
| dicembre 1920    | 1921              | Francesco Griffoni         | Partito Repubblicano | Sindaco                                  |                                                                 |
| 2 gennaio 1922   | 2 ottobre 1922    | Arturo Gironzi             | Partito Repubblicano | Sindaco                                  |                                                                 |
| 17 novembre 1922 | 1923              | Isidoro Zepponi            |                      | commissario prefettizio                  |                                                                 |
| 20 aprile 1923   | marzo 1926        | Emilio Radicioni           | Pnf                  | Sindaco                                  |                                                                 |
| 9 settembre 1926 | 1926              | Giovanbattista Zanframundo |                      | commissario prefettizio                  |                                                                 |
| 1927             | 1928              | Ruggero Mercuri            |                      | Podestà                                  |                                                                 |
| 1928             | 1948              |                            |                      | Podestà di Ancona Podestà di Chiaravalle | Comune soppresso                                                |
| 1948             | 1956              | Giannetto Cionna           | centrosinistra       | Sindaco                                  |                                                                 |
| 1956             | 1956              | Emilio Graidi              | centrosinistra       | Sindaco                                  |                                                                 |
| 1957             | 1965              | Everardo Alfonsi           | centrosinistra       | Sindaco                                  |                                                                 |
| 1965             | 1970              | Renato Cipriani            | centrosinistra       | Sindaco                                  |                                                                 |
| 1970             | 1985              | Rovaldo Strazzi            | centrosinistra       | Sindaco                                  |                                                                 |
| 1985             | 1992              | Alessandro Guidobaldi      | centrosinistra       | Sindaco                                  |                                                                 |
| 1992             | 1993              | Matteo Grifa               | centrosinistra       | Sindaco                                  |                                                                 |
| 1993             | 1997              | Roberto Oreficini          | lista civica         | Sindaco                                  |                                                                 |
| 1997             | 1997              | Raffaele Ognissanti        |                      | commissario prefettizio                  |                                                                 |
| 1997             | 2006              | Giancarlo Carletti         | centrosinistra       | Sindaco                                  |                                                                 |
| 28 maggio 2006   | 24 settembre 2007 | Riccardo Recanatini        | centrosinistra       | Sindaco                                  |                                                                 |
| 2007             | 27 aprile 2008    | Mario Rosario Ruffo        |                      | commissario prefettizio                  |                                                                 |
| 28 aprile 2008   | 9 giugno 2013     | Goffredo Brandoni          | PdL                  | Sindaco                                  |                                                                 |
| 10 giugno 2013   | 23 giugno 2018    | Goffredo Brandoni          | liste civiche        | Sindaco                                  |                                                                 |
| 24 giugno 2018   | 14 maggio 2023    | Stefania Signorini         | liste civiche        | Sindaco                                  |                                                                 |
| 15 maggio 2023   | in carica         | Stefania Signorini         | liste civiche        | Sindaco                                  |                                                                 |

## Sport

### Calcio
La squadra locale di calcio è la Falconarese. Dal passato illustre, ha giocato in IV serie; milita nel campionato di seconda categoria nella stagione 2024/2025.
A Castelferretti è invece presente la ASD US Castelfrettese, i cui colori sociali sono il bianco ed il rosso. Fondata nel 1971 per volere dei ragazzi del paese, gioca le partite interne al campo sportivo " R. Fioretti ". Nella stagione 2024/2025 disputa il campionato di prima categoria. Dalla fine degli anni '80 ha partecipato a tre campionati Interregionali (IV serie assoluta nazionale al tempo della frequentazione), Eccellenza, Promozione. Nel paese ha storicamente un buon seguito di pubblico, frutto del legame con il territorio e del sempre verde settore giovanile. Castelfrettese, Falconarese e Cameratese (squadra del comune di Camerata Picena), condividono dalla stagione 2024/2025 il progetto Academy CFC: un importante progetto calcistico che abbraccia tutte le categorie del settore giovanile.
L'Olimpia Juventu milita invece nel torneo di Terza Categoria.
Nella frazione Palombina Vecchia c'è l'ASD Palombina Vecchia che milita in Seconda Categoria.

### Calcio a 5

#### Città di Falconara

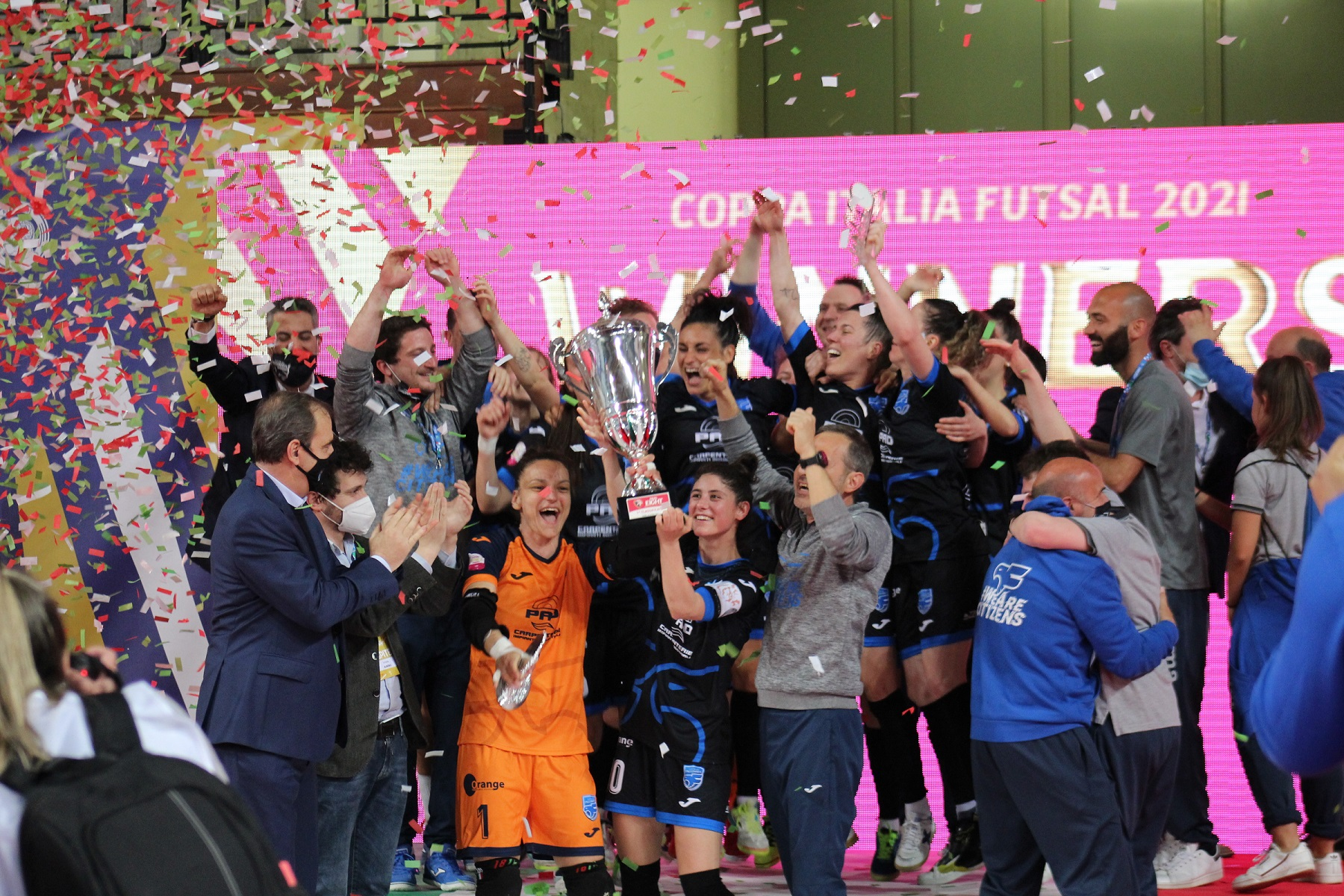
26 aprile 2021: capitan Sofia Luciani alza la Coppa Italia dopo la finale di Rimini vinta contro la Lazio.

Il Città di Falconara milita nella Serie A di calcio a 5 femminile. La società è attiva dal 1995, inizialmente con il nome di Leopardi Falconara, che dal 1995 al 2011 ha schierato pure una formazione nei campionati federali di calcio a 11. Nell'estate 2012 il Leopardi si fonde con i Dolphins, squadra di calcio a 5 femminile militante in serie C regionale, assumendo il nome di Città di Falconara. Nel 2012-13 la sezione femminile conquista la promozione in serie A nazionale, vincendo tutte le partite del campionato e riportando così la città di Falconara in una massima serie. Punto di riferimento del femminile regionale, in bacheca vanta 2 Coppe Italia, 2 Supercoppe, gli Scudetti per la prima squadra e per l'Under 19 2021/2022 e lo storico titolo europeo dell'European Women's Futsal Tournament, la Champions del futsal femminile, battendo in finale al Palabadiali le campionesse portoghesi del Benfica. Nel palmarès anche le edizioni 2012 e 2013 della Supercoppa Marche.
Fino alla stagione 2018/2019 ha avuto anche una squadra maschile che vanta numerose partecipazioni alla serie C1, la massima categoria del futsal regionale.

#### Dinamis Falconara
Sempre a Falconara gioca la Dlf Dinamis Falconara (attualmente in serie C1 maschile) con un florido settore giovanile. La storia di questa squadra è decennale: fondata nel 1990, nella stagione 2014-2015 arriva prima nel girone C2 con 73 punti e 135 gol fatti e 69 gol subiti (record di g.s. nella sua storia). Nella stagione successiva in c1 arriva quarta battendo il record di gol fatti nella stagione precedente (142 gf in campionato in 30 partite). La permanenza in C1 (massimo campionato regionale di calcio a 5) durò altri 2 anni fino alla stagione 2017/2018 in cui arrivò quattordicesima registrando soli 22 punti e il peggior attacco delle ultime 6 stagioni. Con la retrocessione la squadra cambia nettamente: decide di rivoluzionare la rosa e di investire sul settore giovanile (si creano due squadre giovanili: u17 e u19 con più di 30 giovani giocatori). L'investimento è stato fatto, insieme al Città di Falconara e al Comune, anche sul campo del Pala Badiali. Questi investimenti portano la squadra a rimanere in alto nella classifica e a giocarsi, a fine stagione, i play-off, persi solo in finale. Il 6 agosto 2019 è una data importante per questa squadra, dopo aver fatto investimenti e dato tutto sul campo, vengono promossi in C1 dopo 473 giorni, a causa della mancata iscrizione del Campocavallo e del Futsal Pesaro.

### Pallavolo

Una posa scherzosa della Pallavolo Falconara nella stagione 1991-1992

La squadra locale di pallavolo, la Pallavolo Falconara, ha militato per molti anni nel campionato di A1, conquistando due semifinali scudetto negli anni ottanta e una Coppa CEV. Nel 2002 cede il titolo alla Dorica Pallavolo di Ancona.
La società sportiva Sabini Castelferretti è una squadra di pallavolo che attualmente milita nella serie C maschile del campionato italiano, tra le più antiche società di pallavolo delle Marche (1966). Vanta passate stagioni in serie A2.

### Rugby
Nel maggio 2006 è nata la squadra del Falconara Rugby A.S.D. che milita nel campionato di serie C; il campo sportivo, detto "del Cormorano", si trova in località Rocca Priora. La società ha un ampio settore giovanile con squadre under: 9, 11, 13, 15 e 17, e dal 2011 vanta la presenza della squadra di Rugby Old dei Granchiavanti.

### Pallamano
La Pallamano Falconara milita nel campionato di serie B maschile, dopo avere raggiunto la serie A2 nel campionato 2007/2008.